# Колелија (Валча)
Колелија (рум. Colelia) насеље је у Румунији у округу Валча у општини Дикулешти. Oпштина се налази на надморској висини од 215 m.

## Становништво
Према подацима из 2002. године у насељу је живело 189 становника, од којих су сви румунске националности.